# يوروكوم
يوروكوم (بالإنجليزية: Eurocom) هي شركة بريطانية مطورة لألعاب الفيديو، مقرهاديربي ، المملكة المتحدة ، تأسست عام 1988.

## ألعابها
راجع قائمة ألعاب يوروكوم